# (21933) Aaronrozon
(21933) Aaronrozon (1999 VL70) – planetoida z pasa głównego asteroid okrążająca Słońce w ciągu 5,02 lat w średniej odległości 2,93 j.a. Odkryta 4 listopada 1999 roku.